# Pleurobranchus forskalii
Pleurobranchus forskalii Rüppell & Leuckart, 1828 è un mollusco gasteropode della famiglia Pleurobranchidae.